# 네링가
네링가(리투아니아어: Neringos savivaldybė, Neringa)는 리투아니아 최서단에 위치한 지방 자치체로, 면적은 90km2, 인구는 2,400명(2001년 기준)이다. 쿠로니아 사주로 유명한 관광 도시이며 행정 구역상으로는 클라이페다 주에 속한다.
쿠르니아 사주를 경계로 리투아니아 본토와 떨어져 있지만 이들 지역 양쪽을 연결하는 다리가 없기 때문에 사주와 본토 사이를 연결하는 교통 수단은 페리 뿐이다. "네링가"라는 이름은 소련이 지역 이름을 명명할 때 쿠르니아 사주를 만들었다는 전설 속의 소녀 이름에서 유래된 이름이다.

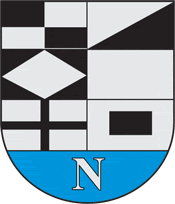
시 문장